# Treasure Island (videójáték)
A Treasure Island egy videójáték, melyet Greg Duddle tervezett és írt, és amelyet a Mr. Micro Ltd. adott ki 1984-ben Commodore 64-re, illetve ZX Spectrumra (48k), majd 1985-ben Commodore 16-ra és Commodore Plus/4-re. A játék Robert Louis Stevenson azonos című regényén, A kincses szigeten alapul.

## Játékmenet
A játékos - a regény szerinti főhőst - Jim Hawkinst irányítja, akit különböző eszközök felhasználásával kell átjuttatni az egyes pályákon. A pályák egyképernyősek, az átjutás/átváltás közöttük a képernyő széléhez érve történik. Ellenséges kalózok állnak Jim útjában, akik rövid tengerészkardot dobálnak, amikor a közelükben van. A kalózokon átverekedve magunkat a cél Long John Silver legyőzése egy végső leszámolásban. Ezek a kardok elkaphatók és felhasználhatók az ellenfelek leküzdésére, azonban csak korlátozottan állnak rendelkezésre, ezért meggondolandó, hogy mikor használjuk fel őket. A kalózokkal való találkozás, illetve ha eltalál egy kard, az egy élet elvesztésével és a kezdőképernyőről való újraindulással jár. A Plus/4 és Corvette változatban akár 101%-os végső pontszám is elérhető.

## Utóélet
Hasonló, de kalózsziget helyett Ázsiában játszódó játékot adtak ki The Willow Pattern Adventure néven C=64-re, Amstrad CPC-re és ZX Spectrumra. A programnak létezik egy klónja, melyet a szovjet Corvette (oroszul: Корвет) nevű számítógépre írt 1989-ben С.А. Ларионов.
2021-ben Rajcsányi László (alias Lacoste) elkészítette a játék Game Boy Color portját.
2023-ban elkészült a játék Videoton TVC számítógépre Kókai Balázs gondozásában.

## Kapcsolódó téma
Azonos címmel létezik egy másik Treasure Island játék is, mely azonban szöveges kalandjáték, és amelyet a Byron Preiss Multimedia fejlesztett és a Windham Classics adott ki C=64-re 1985-ben.

## Kapcsolódó hivatkozások
- Treasure Island a Commodore Plus/4 World weboldalán
- Letöltés: http://plus4world.powweb.com/software/Treasure_Island
- Online játék: http://plus4world.powweb.com/play/treasure_island